# Grand Prix Formule 1 van Europa 2001
De Grand Prix Formule 1 van Europa 2001 werd gehouden op 24 juni op de Nürburgring in Nürburg.

## Uitslag
| Positie | Nummer | Rijder                | Team               | Ronden | Tijd/Opgave     | Startplaats | Punten |
| ------- | ------ | --------------------- | ------------------ | ------ | --------------- | ----------- | ------ |
| 1       | 1      | Michael Schumacher    | Scuderia Ferrari   | 67     | 1:29:42.724     | 1           | 10     |
| 2       | 6      | Juan Pablo Montoya    | Williams-BMW       | 67     | +4.127          | 3           | 6      |
| 3       | 4      | David Coulthard       | McLaren - Mercedes | 67     | +24.993         | 5           | 4      |
| 4       | 5      | Ralf Schumacher       | Williams-BMW       | 67     | +33.345         | 2           | 3      |
| 5       | 2      | Rubens Barrichello    | Scuderia Ferrari   | 67     | +45.495         | 4           | 2      |
| 6       | 3      | Mika Häkkinen         | McLaren - Mercedes | 67     | +1:04.868       | 6           | 1      |
| 7       | 18     | Eddie Irvine          | Jaguar Racing      | 67     | +1:06.198       | 12          |        |
| 8       | 19     | Pedro de la Rosa      | Jaguar Racing      | 66     | +1 Ronde        | 16          |        |
| 9       | 10     | Jacques Villeneuve    | BAR-Honda          | 66     | +1 Ronde        | 11          |        |
| 10      | 17     | Kimi Räikkönen        | Sauber - Petronas  | 66     | +1 Ronde        | 9           |        |
| 11      | 7      | Giancarlo Fisichella  | Benetton Formula   | 66     | +1 Ronde        | 15          |        |
| 12      | 23     | Luciano Burti         | Prost Grand Prix   | 65     | +2 Rondes       | 17          |        |
| 13      | 8      | Jenson Button         | Benetton Formula   | 65     | +2 Rondes       | 20          |        |
| 14      | 21     | Fernando Alonso       | Minardi            | 65     | +2 Rondes       | 21          |        |
| 15      | 22     | Jean Alesi            | Prost Grand Prix   | 64     | Gespind         | 14          |        |
| Ret     | 14     | Jos Verstappen        | Arrows - Asiatech  | 58     | Motor           | 19          |        |
| Ret     | 16     | Nick Heidfeld         | Sauber - Petronas  | 54     | Aandrijfas      | 10          |        |
| Ret     | 11     | Heinz-Harald Frentzen | Jordan-Honda       | 48     | Gespind         | 8           |        |
| Ret     | 12     | Jarno Trulli          | Jordan-Honda       | 44     | Transmissie     | 7           |        |
| Ret     | 15     | Enrique Bernoldi      | Arrows - Asiatech  | 29     | Versnellingsbak | 18          |        |
| Ret     | 9      | Olivier Panis         | BAR-Honda          | 23     | Elektrisch      | 13          |        |
| Ret     | 20     | Tarso Marques         | Minardi            | 7      | Elektrisch      | 22          |        |

## Wetenswaardigheden
Alleen Mclaren Willams En Ferrari Pakken In De Race Punten

## Statistieken
| Snelste ronde | Juan Pablo Montoya | Williams-BMW | 1:18.354 |

## Noot
- Dit was de eerste snelste ronde voor Juan Pablo Montoya en voor een Colombiaanse coureur.
- Michael Schumacher breidde zijn record uit door de Grote Prijs van Europa voor de vierde keer te winnen (eerdere overwinningen in 1994, 1995 en 2000).

Als eretitel: 1923 (Italië) · 1924 (Frankrijk) · 1925 (België) · 1926 (San Sebastián) · 1927 (Italië) · 1928 (Italië) · 1930 (België) · 1947 (België) · 1948 (Zwitserland) · 1949 (Italië) · 1950 (Groot-Brittannië) · 1951 (Frankrijk) · 1952 (België) · 1954 (Duitsland) · 1955 (Monaco) · 1956 (Italië) · 1957 (Groot-Brittannië) · 1958 (België) · 1959 (Frankrijk) · 1960 (Italië) · 1961 (Duitsland) · 1962 (Nederland) · 1963 (Monaco) · 1964 (Groot-Brittannië) · 1965 (België) · 1966 (Frankrijk) · 1967 (Italië) · 1968 (Duitsland) · 1972 (Groot-Brittannië) · 1973 (België) · 1974 (Duitsland) · 1975 (Oostenrijk) · 1976 (Nederland) · 1977 (Groot-Brittannië)
Als alleenstaande race: 1983 · 1984 · 1985 · 1993 · 1994 · 1995 · 1996 · 1997 · 1999 · 2000 · 2001 · 2002 · 2003 · 2004 · 2005 · 2006 · 2007 · 2008 · 2009 · 2010 · 2011 · 2012 · 2016